# Gasteig
Le Gasteig est un centre culturel de Munich. Il comporte notamment une salle de concert, la Philharmonie du Gasteig, où se produit l’Orchestre philharmonique de Munich. Il est également le siège du conservatoire Richard-Strauss, d’une université populaire et des bibliothèques municipales, et accueille une partie des projections du Festival du film de Munich.
Le centre est géré par Gasteig München GmbH, une société à responsabilité limitée filiale de la ville de Munich.
Le nom vient du « chemin escarpé » (gacher Steig) qui reliait l’emplacement de l’actuel Ludwigsbrücke à l’église Saint-Nicolas ; une voie proche est appelé Am Gasteig.
La grande salle, appelée aussi la Philharmonie, peut accueillir 2 387 places.

## Histoire
L’Odéon et la Tonhalle ayant été détruits lors des bombardements alliés de la Seconde Guerre mondiale, l’Orchestre philharmonique de Munich se retrouve sans résidence après la guerre. La bibliothèque municipale (Stadtbibliothek) et l’université populaire (Münchner Volkshochschule) ont également perdu leurs locaux.
En 1969 est conçu le projet d’un centre culturel réunissant ces institutions sous un même toit. La zone dite du Gasteig est choisie pour l’accueillir. 
La ville de Munich organise en 1971–1972 un concours d’architectes que remportent le cabinet Raue, Rollenhagen und Lindemann. La première pierre est posée en 1978 par le maire supérieur Georg Kronawitter. Des changements de plans et divers problèmes ralentissent le chantier et accroissent le budget, qui atteint 372 millions de Deutsche Mark en 1980.
La construction est suffisamment avancée en 1984 pour permettre l’installation de la bibliothèque municipale de Munich, de l’université populaire de Munich et du conservatoire Richard-Strauss, ainsi que l’organisation de représentations dans la petite salle des concerts. Le 10 novembre 1985, le Gasteig est inauguré par un concert de l’Orchestre philharmonique de Munich dirigé par son directeur général de la musique, Sergiu Celibidache.

## Source
- (de) Cet article est partiellement ou en totalité issu de l’article de Wikipédia en allemand intitulé « Gasteig » (voir la liste des auteurs).